# 国鉄タサ3600形貨車
国鉄タサ3600形貨車（こくてつタサ3600がたかしゃ）は、かつて日本国有鉄道（国鉄）に在籍した私有貨車（タンク車）である。

## 概要
本形式は、1957年（昭和32年）3月1日にタキ1000形より6両（タキ1000 - タキ1005→コタサ1000 - コタサ1005）が改造され、形式は新形式であるタサ3600形とされた。記号番号表記は特殊標記符号「コ」（全長 12 m 以下）を前置し「コタサ」と標記する。
落成時の所有者は、日本石油運送でありその常備駅は男鹿線貨物支線の船川港駅であった。その約3か月後の6月12日に社名は、日本石油輸送に変更された。
わざわざ積載荷重を減トンした理由は元が戦時設計（最小限のサイズで最大量のものを積むという考え方）であったため余裕がなかった点にある（25t 積みでありながら25t 積むことはできなかった）。
タンク材質は、普通鋼（一般構造用圧延鋼材）製で内部に蒸気加熱菅を装備した。塗装は黒、全長は10,000mm、寸法関係は不明点が多く、実容積は25.2m3、自重は20.3t、換算両数は積車4.5、空車2.0、台車はアーチバー式のTR20であった。
1978年（昭和53年）8月11日に最後まで在籍した1両（コタサ3600）が廃車となり同時に形式消滅となった。